# كلارنس دينمارك
كلارنس دينمارك (بالإنجليزية: Clarence Denmark)‏ هو لاعب كرة قدم أمريكية ولاعب كرة قدم كندية أمريكي، ولد في 29 سبتمبر 1985 في جاكسونفيل في الولايات المتحدة.